# 이수원 (1963년)
이수원(1963년 7월 28일 ~ )은 대한민국의 정치인이다. 국회의장 비서실장(2015년 9월 4일 ~ 2016년 1월 13일)을 역임했다.
| 전임 김성동 | 국회의장 비서실장(차관급) 2015년 9월 4일 ~ 2016년 1월 13일 | 후임 김성 |